# Fei Xiang
Xiang Fei (nacido como Bart Hsiao Luan Phillips, y también conocido como Kris Phillips; chino simplificado: 费翔; chino tradicional: 费翔; pinyin: Fèi Xiáng; Taipéi, 24 de diciembre de 1960) es un cantante e icono del pop taiwanés-estadounidense, una de las figuras más representativas del pop chino de la década de 1980.
De padre estadounidense y madre china, Xiang Fei pasó su infancia en Taipéi. Kris Phillips, como se le conoce por su nombre en inglés para el público en general, fue nombrado como "Kris", puesto que nació en Nochebuena. Su nombre chino fue formulado por la traducción de "Phillips" de Xiang Fei, como un nombre resultante de un juego de palabras de "volar" en chino (飞翔, pinyin: xiang Fèi). Otras variaciones debido a las prácticas, fueron Fei Tsiang, Cheung y Fei Fei Hsiang.
Con fluidez para el inglés y chino mandarín, se graduó de la Escuela Americana de Taipéi e ingresó a la Universidad de Stanford en 1978. Después de mudarse a Nueva York y asistir a la Escuela de Teatro Neighborhood Playhouse. En 1981 regresó a Taiwán para seguir su carrera como actor.
Produjo ocho discos durante la década de 1980 con el sello de EMI y PolyGram; como cortes promocionales, lanzó sus primeros sencillos en Taiwán y el sudeste asiático.
Su ascenso a la fama en la China continental llegó casi instantáneamente tras su actuación en 1987 en la Gala de Año Nuevo de la CCTV, una acción que fue recibida con gran protesta por parte del gobierno de Taiwán. Ocho álbumes posteriores producidos en la República Popular China desde 1986 hasta 2002 han hecho de él uno de los ídolos pop más importantes de su país.
En 1991, Xiang Fei amplió la gama de sus actuaciones en Broadway. Bajo su nombre en inglés, Kris Phillips, ganó un papel en el elenco original de Broadway del musical Miss Saigón (1991). Actuó como solista en una de las obras maestras musicales de Andrew Lloyd Webber junto a Elaine Paige. Realizó destacados repertorios populares como El Fantasma de la Ópera, Jesucristo Superstar y Sunset Boulevard.
En 2006, Xiang Fei protagonizó como maestro de ceremonias en la producción de teatro del musical Cabaret en Singapur.